# New Life (sång)
New Life är en låt av den brittiska gruppen Depeche Mode. Den utgavs som deras andra singel den 13 juni 1981 och blev gruppens genombrottshit i Storbritannien med en 11:e plats på brittiska singellistan. Den 25 juni 1981 framförde de låten i sitt första framträdande i Top of the Pops.
New Life finns i två versioner. Singelversionen och en 12"-remix. Remixversionen har ett annorlunda intro och ett tillagt synthparti i låtens mitt som inte finns med på 7"-versionen. Singelversionen är samma version som togs med på albumet Speak & Spell. Remixversionen togs senare med på den amerikanska utgåvan av Speak & Spell. Även B-sidan Shout! gjordes i en förlängd remixversion. Den versionen finns med på albumet Remixes 81-04.

## Utgåvor och låtförteckning
7" Mute / 7Mute14 (UK)
1. "New Life" – 3:43
2. "Shout!" – 3:44

12" Mute / 12Mute14 (UK)
1. "New Life (Remix)" – 3:58
2. "Shout! (Rio Remix)" – 7:31

CD Mute / CDMute14 (UK)1
1. "New Life (Remix)" – 3:58
2. "Shout!" – 3:44
3. "Shout! (Rio Remix)" – 7:31

- 1:CD-singel utgiven 1991.
- Alla låtar komponerade av Vince Clarke.